# Beziehungsorientierung
Dieser Artikel wurde aufgrund inhaltlicher und/oder formaler Mängel auf der Qualitätssicherungsseite des Portals Wirtschaft eingetragen. 
Du kannst helfen, indem du die dort genannten Mängel beseitigst oder dich an der Diskussion beteiligst.
Die Beziehungsorientierung (engl. relational view) ist eine Theorie des Strategischen Managements.
Relational View ist komplementär zum Resource-based View und unterscheidet sich im Wesentlichen durch den Netzwerk-Fokus.
RV sieht die Ressourceneinbettung in Unternehmungsbeziehungen als die wesentliche Quelle und Barriere von Wettbewerbsvorteilen. Im Zentrum steht die Analyse von dauerhaften Wettbewerbsvorteilen, die originär in unternehmungsübergreifenden Beziehungen entstehen und fest darin eingebettet sind.
Analog zum Resource-based View unterscheidet der RV vier Quellen des Wettbewerbs:
- Beziehungspezifische Ressourcen
- Interorganisationale Routinen für den Austausch und die Kombination von Wissen
- Komplementäre Ressourcen und Kompetenzen
- Effektive institutionelle Rahmenordnung der Netzwerksteuerung und -kontrolle

sowie vier Barrieren der Imitation:
- Wechselseitige Verknüpfung von interorganisationalen Ressourcen (Quelle: beziehungsspezifische Ressourcen, knowledge sharing routines)
- Knappheit an Partnern (Quelle: komplementäre Ressourcen, first mover advantages)
- Mangelnde Teilbarkeit von Ressourcen (Trennung von beziehungsspezifischen Ressourcen unmöglich)
- Institutionelle Rahmenbedingungen

Strategische Ressourcen in RV führen zur Erzielung von relationalen Renten, die fest in den Netzwerkzusammenhang eingebettet sind. Dazu muss die Unternehmung die strategischen Vorteile der einzelnen Netzwerkunternehmungen und des Netzwerks im Visier haben.
Relationale Renten basieren nicht nur auf interorganisationalen Ressourcen von einzelnen Partnern, sondern auch auf Ressourcen, die ausschließlich in der Netzwerkstruktur verankert sind. Relationale Renten sind Attribut des ganzen Netzwerkes und keiner einzelnen (Partner-)Unternehmung.
Seit einiger Zeit wird Beziehungsorientierung im Unternehmenskontext auch als Ansatz der Organisationsentwicklung besprochen.